# Reedereizentrum der Wasserstraßen- und Schifffahrtsverwaltung
Das Reedereizentrum der Wasserstraßen- und Schifffahrtsverwaltung (ReeZ WSV) ist eine der Generaldirektion Wasserstraßen und Schifffahrt (GDWS) nachgeordnete Dienststelle mit Sitz in Cuxhaven.
Die Unterbehörde des Bundes wurde am 31. Mai 2021 gegründet, um die Bereederung der vier bundeseigenen Mehrzweckschiffe und der gecharterten Schiffe für das deutsche Notschleppkonzept zu bündeln. Es gehört zum Geschäftsbereich des Bundesministeriums für Digitales und Verkehr. Leiter des Reedereizentrums ist Jürgen Behm.

## Flotte
Die bundeseigene Flotte besteht aus folgenden Schiffen:
| Schiffsname | Rufzeichen | Heimathafen   | Pfahlzug | Baujahr | Bild |
| ----------- | ---------- | ------------- | -------- | ------- | ---- |
| Scharhörn   | DGOQ       | Kiel          | 400 kN   | 1974    |      |
| Mellum      | DBPG       | Wilhelmshaven | 1100 kN  | 1984    |      |
| Neuwerk     | DBJM       | Cuxhaven      | 1113 kN  | 1998    |      |
| Arkona      | DBBU       | Stralsund     | 1000 kN  | 2005    |      |
| Scharhörn   |            | Kiel          | 1450 kN  | 2024    |      |

Die Generaldirektion Wasserstraßen und Schifffahrt hat 2019 und 2020 als Ersatz drei neue Mehrzweckschiffe bei Abeking & Rasmussen in Auftrag gegeben. Die Neubauten werden einen LNG-Schiffsantrieb, ein Hubschrauberlandedeck und mit 1450 kN einen deutlich höheren Pfahlzug erhalten. Die Schiffsrümpfe entstehen im Unterauftrag auf der litauischen Werft Western Baltija Shipbuilding in Klaipėda, wo im Juli 2023 das erste Schiff zu Wasser ging und anschließend zur Ausrüstung nach Lemwerder geschleppt wurde.